# Val Cavargna
La Val Cavargna è una valle montana situata in provincia di Como, posta tra il lago di Lugano e la catena montuosa delle Prealpi Luganesi.
Essa confina ad ovest con le ticinesi Val Colla e Val Morobbia, a nord con la Valle Albano, ad est con la Val Senagra e a sud con il comune di Carlazzo.
Comprende i comuni di Cavargna, Carlazzo, Cusino, San Bartolomeo Val Cavargna, San Nazzaro Val Cavargna.
I suoi abitanti sono detti "cavargnoni" o "cavargnini".
La valle, percorsa da ovest a est dal torrente Cuccio, ospitava miniere di ferro. Attestate già nel 1430, tali miniere vennero sfruttate fino alla seconda metà del XIX secolo.